# بورک کورپوریشن
بورک کورپوریشن (انگلیسی: Bork Corporation) شرکت لوازم خانگی روس است، که در سال ۲۰۰۱ تأسیس شد.